# David Perrault
David Perrault (Angers, 25  de juny de 1976) és un director de cinema francès.

## Biografia
El seu primer llargmetratge, Nos héros sont morts ce soir, fou seleccionat en competició al 66è Festival Internacional de Cinema de Canes el 2013 com a part de Setmana de la Crítica. La pel·lícula va guanyar un premi al Festival Internacional de Cinema d'Oldenburg.
El seu segon llargmetratge, L'État sauvage (pel·lícula de 2019), va guanyar un premi pel guió de la Fundació Gan pel Cinema i es va estrenar al Festival Internacional de Cinema de Rotterdam.
El 2022, Netflix emetrà els 6 episodis de la seva sèrie de fantasia Endless Night.

## Filmografia
- 2008 : Adieu créature (curtmetratge)[5]
- 2012 : No Hablo American (curtmetratge)[6]
- 2013 : Nos héros sont morts ce soir
- 2019 : L'État sauvage (premiat pel guió com a part de l'Ajut a la creació de la Fundació Gan pel Cinema en 2016)[7][8]
- 2022 : Endless Night